# 馬特洛克 (愛荷華州)
馬特洛克（英語：Matlock）是一個位於美國愛荷華州蘇縣的城市。

## 地理
馬特洛克的座標為43°14′35″N 95°56′04″W / 43.24306°N 95.93444°W，而該地的平均海拔高度為427米（即1401英尺）。

## 人口
根據2010年美國人口普查的數據，馬特洛克的面積為0.96平方千米，當中陸地面積為0.96平方千米，而水域面積為0.00平方千米。當地共有人口87人，而人口密度為每平方千米90人。